# María Antonia García de León
María Antonia García de León Álvarez (Torralba de Calatrava, Ciudad Real) es una socióloga, crítica cinematográfica, escritora española y Periodista

## Biografía
Licenciada en Derecho (1970) y en Sociología (1976). Doctora en Sociología (1981). Estudió dirección de cine en el TAI (1985-1987). Profesora titular de Sociología de la Educación en la Universidad Complutense de Madrid, por la cual es actualmente emérita. Ha investigado en prestigiosas universidades extranjeras: Universidad de California en Berkeley, Universidad de California en Santa Bárbara, Wellesley College, Roehampton University, Unicam-Brasil etcétera. Se ha ocupado principalmente del Feminismo en el campo de las élites femeninas o Género y Poder, con los ensayos Élites discriminadas (Sobre el poder de las mujeres) (Anthropos, 1994), Herederas y heridas (Cátedra, 2002), Rebeldes ilustradas (La Otra Transición) (Anthropos, 2008), Cabeza moderna, corazón patriarcal (Anthropos, 2012), entre otros. También ha escrito sobre sociología de la educación y cine y cultura visual (con un libro en colaboración sobre el director Pedro Almodóvar titulado "Pedro Almodóvar. La otra España cañí", ). Es Premio Europeo René Descartes por la obra colectiva Gendering Elites, New York: MacMillan Press, 2002. 
Ha publicado numerosos artículos en revistas de ámbito nacional e internacional.
Ha colaborado en prensa y publicado artículos en El Faro de Vigo, El País, El Mundo, Granada Digital. Ha mantenido la sección Leer la sociedad en el programa La Vida es Bella de Radio Marbella. Colaboradora de la Revista Crítica, TSN, Claves de la Razón Práctica, y Ayllu.
En la actualidad (2020-2022) es columnista en el periódico LANZA (Ciudad Real). Título: “Desde mi torre de adobe”. Periodicidad: quincenal.
En el campo de la poesía ha escrito: Poemas al ritmo de las estaciones, de los días y del amor (2011), A trescientos kilómetros por hora (2012), Per Se (2013), Resplandece el Jardín de la Malinche (2014), Arrebato (2015), El Yo Conquistado (2016), Casa de Fieras (2017), Desde mi Torre de Adobe en La Habana (2016), Cernuda, el pájaro pardo, la guacamaya, mi abuela Umbelina y yo (2016), Mal de Altura (2019), Soy Tú (2020), Estado de sitio (2020), Amar a América (2020) y Mira la vida (2022). 
Ha sido coeditora de la obra colectiva de 34 poetas Bajo la estrella, el viento. Mujeres poetas de las dos orillas (2016).
Ha colaborado en varias antologías de mujeres poetas auspiciadas por la Editorial Cuadernos del Laberinto. Ha participado varios años en los Encuentros Oretania de Poetas, Ediciones C&G.
Ha recibido varios premios nacionales e internacionales por sus obras.

## Obras

### Ensayo
- La otra universidad: sociología de la enseñanza universitaria a distancia, Pentalfa Ediciones, 1983.
- Élites discriminadas (Sobre el poder de las mujeres) (Anthropos, 1994)
- Herederas y heridas (Cátedra, 2002)
- Rebeldes ilustradas (La Otra Transición) (Anthropos, 2008)
- Antropólogas, politólogas y sociólogas. Sobre género, biografía y Ciencias Sociales. Madrid-México: Ed. Plaza y Valdés, 2009.
- Cabeza moderna, corazón patriarcal (Anthropos, 2011)
- Años de luz y niebla (Sial Pigmalion, 2018)
- Estado de sitio (Sial Pigmalion, 2020)
- El Yo sitiado (Sial Pigmalion, 2021)
- Coord. junto con María Luisa García de Cortázar Nebreda, VV. AA., Las académicas (profesorado universitario y género), Ministerio de Trabajo y Asuntos Sociales, Instituto de la Mujer, 2001.
- Coord. junto con María Luisa García de Cortázar Nebreda, VV. AA., Profesionales del periodismo: hombres y mujeres en los medios de comunicación Centro de Investigaciones Sociológicas (CIS), 2000.
- Coord. VV. AA., El campo y la ciudad: (sociedad rural y cambio social) Ministerio de Agricultura, Pesca y Alimentación, Servicio de Extensión Agraria. Publicaciones, 1996.
- María Antonia García de León, Gloria de la Fuente y Félix Ortega (eds.), Sociología de la educación Barcelona: Barcanova, 1993.
- Con Teresa Maldonado Muguiro, Pedro Almodóvar, la otra España cañí, Ciudad Real: Área de Cultura de la Diputación, 1989, 2.ª ed.

### Lírica
- Poemas al ritmo de las estaciones, de los días y del amor (Cuadernos del Laberinto, 2011).
- A trescientos kilómetros por hora (Cuadernos del Laberinto, 2012).
- Per se (Cuadernos del Laberinto, 2013).
- Resplandece el Jardín de la Malinche (Ed. Alacena Roja, 2014). Edición digital en Amazon
- Arrebato (Ed. Huerga y Fierro). 2015
- El Yo conquistado (2016), en Huerga y Fierro
- Desde mi Torre de Adobe en La Habana (2016) en Sial Ediciones
- Cernuda, el pájaro pardo, la guacamaya, mi abuela Umbelina y yo – Desde mi Torre de Adobe en México (2016) en Sial Ediciones
- Casa de Fieras (2017) en Huerga y Fierro
- No hay señal (2018) en Sial Ediciones
- Mal de altura (2019) en Sial Ed.
- Soy Tú. Poesía 2010-2020. Sial Ed..
- Amar América en Sial Ed.
- Mira la vida en Sial Ed.

## Premios
- Premio Internacional Rubén Darío, 2022, por su obra Mira la vida
- Premio Internacional de Biografía y Memorias «Stefan Zweig» 2018 por su libro Años de luz y niebla. Contra la conjura del olvido y el conjunto de su obra de ensayo biográfico..[1]
- Premio Internacional de Literatura “Virginia Woolf” 2017
- Premio Europeo René Descartes por la obra colectiva Gendering Elites (2002).